# 杉野文保
杉野文保（日语：／ Sugino Ayaho，1994年11月22日—）是日本女子羽毛球運動員。兵庫縣神戸市出生，畢業於私立園田学園中学校、私立園田学園高校及龍谷大学，自2017年起加入七十七銀行，現隸屬於北仙台支店，並為羽毛球部的成員，隊員號碼7號。

## 簡歷
2016年9月，杉野文保代表日本（龍谷大学）參加在俄羅斯拉緬斯科耶舉行的第14屆世界大學生羽毛球錦標賽，贏得女子單打比賽金牌。
2017年8月，杉野文保代表日本（龍谷大学）參加在臺北舉行的夏季世界大學運動會羽球比賽，助球隊拿得混合團體比賽銀牌。

## 主要比賽成績
只列出曾進入準決賽的國際賽事成績：
| 年份   | 賽事                   | 公開賽級別 | 項目     | 成績 |
| ------ | ---------------------- | ---------- | -------- | ---- |
| 2016年 | 世界大學生羽毛球錦標賽 | 其他       | 女子單打 | 金牌 |
| 2017年 | 世界大學運動會羽球比賽 | 其他       | 混合團體 | 銀牌 |
| 2018年 | 大阪羽毛球國際挑戰賽   | 國際挑戰賽 | 女子單打 | 亞軍 |

| 2007-2017年 | 首要超級賽 | 超級賽 | 黃金大獎賽 | 大獎賽 | 國際挑戰賽 | 國際系列賽 | 未來系列賽 | 其他 |

| 2018-2026年 | 總決賽 | 超級1000賽 | 超級750賽 | 超級500賽 | 超級300賽 | 超級100賽 | 國際挑戰賽 | 國際系列賽 | 未來系列賽 | 其他 |